# 從未結束
〈從未結束〉（英語："Never Really Over"）是美國歌手凱蒂·佩芮的一首歌曲，於2019年5月31日由國會唱片發行，其後收錄於佩芮在翌年發行的第六張錄音室專輯《微笑》。歌曲的創作名單包括佩芮、達格尼、米歇爾·巴茲、傑森·吉爾、吉諾·巴列塔跟海莉·華納，而歌曲的製作人莉亞·海伍德、夢境實驗室的丹尼爾·占士跟捷德亦參與了歌曲的創作。歌曲的風格為電子流行，並受到達格尼·桑德維克2017年的歌曲〈Love You Like That〉啟發，歌詞則講述了一段分分合合的戀愛關係。
歌曲獲得樂評家整體正面的評價，包括讚賞副歌的繞口部分讓人印象深刻，以及把歌曲視為佩芮真正心滿意足的回歸。歌曲發行後打進澳洲、加拿大與蘇格蘭等多國單曲榜前10位，並打進美國、英國與紐西蘭等多國單曲榜前20位。歌曲亦成為佩芮第19首登上《告示牌》舞曲夜店歌曲榜冠軍的單曲。
佩芮曾在多個場合演唱〈從未結束〉，包括在一所衛生間、2019年亞馬遜促銷日完結演唱會，以及2019年的「一加音樂節」。歌曲的音樂錄影帶由菲利帕·普萊斯執導，並加入了普萊斯標誌性的超現實主義風格。錄影帶至今已獲得超過1.2億次點擊率，並因它的靈性主題獲讚賞。

## 背景與發行
2018年9月17日，凱蒂·佩芮在2018年「卡布德爾馬音樂節」的表演完結後，於Instagram的限時動態上宣佈專輯《見證》時期已經結束。隨後她亦在Instagram上發佈照片，並附註「我的朋友點綴了這個美妙的時期」的說明文字，向他們的支持致謝。佩芮其後在2018年底至2019年初接連發行多首單曲，包括個人首支聖誕歌曲〈舒心小聖誕〉、與捷德的合作單曲〈365〉，以及以客席歌手參與的單曲〈冷靜地（重混）〉。
2019年5月27日，环球音乐集团邀請一批歌迷參與兩天後舉行的「凱蒂·佩芮歌迷活動」，暗示佩芮將有新計劃。佩芮於5月28日在Instagram上確認歌曲的發行消息，並同時公開歌曲的官方封面。佩芮在封面中身穿著橙色裙子，並以金色長髮造型示人。歌曲隨後在Spotify提供預先儲存的服務。歌曲其後於5月31日正式發行，並在11月29日的黑色星期五世界唱片行日活動當天發行12英吋單曲橙膠限定版，收錄〈從未結束〉跟〈寒暄〉兩曲。

## 音樂與歌詞
〈從未結束〉是一首帶有浩室節拍的電子流行歌曲。歌曲的創作名單包括佩芮、達格尼、米歇爾·巴茲、傑森·吉爾、吉諾·巴列塔跟海莉·華納，而歌曲的製作人莉亞·海伍德、夢境實驗室的丹尼爾·占士跟捷德亦參與了歌曲的創作。歌曲受到達格尼2017年的歌曲〈Love You Like That〉的啟發，全長3分44秒。
歌曲以降A大調創作，拍號為每分鐘100拍。佩芮在歌曲的音域範圍由最低G3到最高E♭5，而音樂的和弦進程則為A♭–E♭–D♭–E♭。
歌曲以「一段分分合合的戀愛關係」作為主題，歌詞講述無論一對戀人是怎樣結束關係，他們始終還是無法離開彼此，並認為這可能代表他們就是命中注定的一對。歌曲被認為是寫給當時同樣與佩芮有著分分合合的戀愛關係的未婚夫奧蘭度·布林，但亦有猜測為跟女星泰勒絲冰釋前嫌的歌曲。佩芮解釋了歌曲的含義：「所有感情關係－從初戀、失敗的戀愛，到美好的愛情－都會變成你的一部分。所以沒有一段關係會真正結束，而當你能夠接受黑暗與光明的時候，你便會發現其實黑暗能夠帶你找到光明」。

## 專業評價
《Pitchfork》的吉利安·馬佩斯稱歌曲為佩芮一种「有望成功的发展方向」，並認為這是她自2013年的〈在空中漫步〉後最好的單曲，讚賞歌詞沒有「俗套得可怕（也是佩芮與她的合作詞曲作家的弱點）」。馬佩斯亦指佩芮「使犯錯聽起來也變得迷人」，並認為歌曲有著她「至今最令人印象深刻的繞口副歌」。《綜藝》的克里斯·威爾曼亦有類似看法，認為副歌的重覆部分「對歌曲起了繞口的好作用」。《影音俱樂部》的格溫·伊漢特認為歌曲「讓佩芮重新回到耳虫的領地」，並指歌曲以「詞曲作家夢寐以求的著迷記憶點」深刻地展現出佩芮的聲樂。
《獨立報》的羅伊辛·奧康納把歌曲視為佩芮經過低谷期後「真正心滿意足的回歸」，並認為歌曲「令人想起她《花漾年華》那段充滿令人振奮、明亮的流行音樂的日子」。《滾石》的伊拉娜·卡普蘭讚賞「她出神聲樂的回歸」，並指歌曲「讓佩芮回到屬於她的地方：糖果之山」。《音樂碰撞》的羅賓·莫瑞把歌曲比喻為「流行瑰寶」。而《洛杉磯時報》米凱爾·伍德則從歌曲的歌詞與聲樂上與泰勒絲的〈我！〉作比較，並認為即使歌曲擁有魅力，但佩芮沒有比斯威夫特更不易被新人取代。《纽约时报》的喬恩·卡拉馬尼卡以「泡泡糖流行」的泰勒絲之歌形容歌曲。歌曲亦在「2020年澳大利亞版權協會獎」獲提名為「年度最廣泛演出流行歌曲獎」。

## 商業成績
在美國，〈從未結束〉於發行首週以31,000次下載以及1,580萬次串流量空降《告示牌》百強單曲榜第15位，成為佩芮第19首打進該榜前20位的單曲。〈從未結束〉亦成為佩芮自2017年的〈鍊上節奏〉後在該榜空降排名最高的單曲，以及佩芮生涯第5高空降排名的單曲。歌曲其後登上《告示牌》舞曲夜店歌曲榜冠軍位置，成為佩芮於該榜的第19支冠軍單曲，使她成為繼麥當娜、蕾哈娜、碧昂斯跟珍納·積遜後於該榜獲得第五多冠軍單曲的歌手。2019年8月7日，歌曲獲美國唱片業協會認證為金唱片，代表在美國的認證量達到500,000張。
在英國，歌曲發行首週空降英國單曲排行榜第13位，成為佩芮第19首打進該榜前20位的單曲，並於其後最高登上榜單第12位。單曲發行首週空降蘇格蘭單曲榜第4位，以及空降德國單曲榜第47位。在其他地區，〈從未結束〉發行首週空降澳洲單曲榜第7位，以及空降紐西蘭單曲榜第19位。歌曲獲澳洲唱片業協會認證為雙白金唱片，代表在澳洲的認證量達到140,000張。

## 現場表演
2019年7月15日，佩芮在她的官方Instagram上傳了〈從未結束〉的首場現場表演，為佩芮以衛生間演唱歌曲的片段。2019年8月20日，她在華盛頓西雅圖舉行的亞馬遜促銷日完結演唱會上演唱了歌曲。2019年11月16日，佩芮在印度孟買舉行的「一加音樂節」上演唱了歌曲。〈從未結束〉亦成為佩芮在2019年的三場「Jingle Ball」演唱會的表演曲目之一。2019年12月13日，她在阿聯酋杜拜舉行的演唱會上演唱了歌曲。兩天後，她在卡塔爾多哈舉行的另一場演唱會上演唱了歌曲。2020年3月11日，佩芮在澳洲布賴特舉行的演唱會上演唱了歌曲。

## 音樂錄影帶

### 背景與發展
〈從未結束〉的音樂錄影帶由菲利帕·普萊斯執導，分兩天於加利福尼亞州馬里布的金·吉列牧場取景拍攝。普萊斯以往曾為聖文森特與班克斯等歌手拍攝錄影帶，她也提及自己一直期待能跟佩芮合作，而這次錄影帶亦給予她融入自己標誌性的超現實主義風格到主流作品的機會。普萊斯亦以「我想創造出一個不屬於任何人的世界，但同時也作為所有人皆能置身其境的幻想」形容音樂錄影帶的創作意念。
2019年5月30日，节目「早安美國」率先公開了錄影帶的片段，其後佩芮亦在YouTube以及推特等社交媒體上公開了45秒長的作品預告片段。〈從未結束〉的正式音樂錄影帶於2019年5月31日與歌曲的發行一併公開，其後在2019年6月17日公開了錄影帶的製作花絮。

### 情節

錄影帶的開頭的車站，展示了貫穿整部錄影帶的陰陽圖案。

在錄影帶開始的時候，佩芮走到一個擁有陰陽圖案的車站下，按下按鈕後便被印著同款圖案的車子載走。車子其後駛進掛上相同圖案的地方，並獲裡面的人打開大閘歡迎進入。佩芮其後在裡面的房間休息，但無論趴在床上、俯在書桌、倚在牆壁還是靠在窗邊，佩芮也是一樣心緒不寧。然後佩芮開始出去跟其他人一起參與治癒心碎的活動，包括聽著音樂做瑜伽跟太極等動作。當中亦穿插其他人拿著裝有心形果實的瓶子、一起頭套管子、手套心形袋子以及佩芮被鐵鏈拉扯等不同活動的鏡頭。
接著佩芮便嘗試以針灸頭部的療法，並露出背部接受讓其他人拔火罐，呈現出一個個心形的瘀血。然後她再次回到外面，照料著用玻璃瓶裝著的心形果實，並向果實噴灑清水灌溉。其後佩芮在草原裡站在人群的中間，被其他人包圍繞圈，並一起做出各種動作。當中亦穿插佩芮與其他人在晚間圍著營火的畫面，佩芮跟隨大家拿出裝有心形果實的玻璃瓶，並把裡面的液體喝下。然後她的身體開始感到暈眩與躁動。接著畫面再回到白天，佩芮在草原上跟著其他人一起愉快起舞，並站在中央被其他人圍在一起。最後佩芮離開了該地並再次遇上跟錄影帶開頭一樣的車子，若有相思地追趕上去。

### 反響
《時人》的詹·朱諾以「雖然錄影帶裡出現了大量服飾跟活動上的變化，但持續出現的心形圖案似乎反映出主要的信息－愛」形容錄影帶。《ELLE》的艾麗莎·貝利則以「色彩繽紛、懷舊而擁有優秀編舞的錄影帶」形容作品。《E!新聞》的辛迪妮·康崔拉斯指佩芮在錄影帶中向上世紀六十跟七十年代致敬。《偏锋杂志》薩爾·辛奎曼尼讚賞了錄影帶的風格與拍攝，並以「有趣」跟「富想像力」形容作品。錄影帶亦被點出對嬉皮士時期的參考以及跟新紀元象徵主義在藝術上的相似。《雅虎》的蘇茲·伯恩指出錄影帶的靈性主題，並稱佩芮為「新紀元之神」。她亦讚賞錄影帶的概念，並以「擁有頂尖活力」形容它。
〈從未結束〉的音樂錄影帶於公開首日獲得超過1,770萬次點擊率，刷新佩芮音樂錄影帶的最高首日播放紀錄。截至2020年5月，錄影帶的累計點擊率已超過1.2億次。

### 其他版本
〈從未結束〉的豎版音樂錄影帶於2019年6月14日公開，方便使用智能電話的人士觀看。錄影帶主要以兩個部分組成，其中佩芮在第一個部分中穿著以全息金屬絲條製成的長裙，並頂著一頭深褐色的直長髮，身邊伴隨著一隻阿富汗獵狗。在第二個部分中，佩芮身穿以皮草覆蓋的披肩和連衣裙，並戴上霓虹綠色的羽毛頭飾。歌曲的歌詞版錄影帶在2019年7月18日公開，在一張不停延伸的收據上顯示出歌曲的歌詞。錄影帶被指呼應了佩芮2017年單曲〈輕鬆完勝〉的歌詞，亦隱含了〈親了一個拉拉〉跟〈加州女孩〉的歌曲信息。

## 歌曲列表
- 線上下載[10]

1. "Never Really Over" – 3:43

- 線上下載[63]

1. "Never Really Over" (R3hab Remix) – 3:07

- 線上下載[64]

1. "Never Really Over" (Syn Cole Remix) – 3:08

- 線上下載[65]

1. "Never Really Over" (Wow & Flutter Remix) – 6:11

- 12英吋單曲[66]

1. "Never Really Over" – 3:44
2. "Small Talk（英语：Small Talk (song)）" – 2:41

## 製作名單
資料來自Tidal。
- 凱蒂·佩芮 – 聲樂、詞曲創作
- 達格尼·桑德維克（英语：Dagny (singer)） – 詞曲創作（來自歌曲《Love You Like That》）
- 米歇爾·巴茲 – 詞曲創作
- 傑森·吉爾 – 詞曲創作
- 吉諾·巴列塔 – 和聲、詞曲創作
- 海莉·華納（英语：Hayley Warner） – 和聲、詞曲創作
- 捷德 – 詞曲創作、製作、編程、混音工程、錄音室人員
- 莉亞·海伍德（英语：Leah Haywood） – 和聲、詞曲創作、製作、編程
- 丹尼爾·占士（英语：Daniel James (record producer)） – 詞曲創作、製作、編程
- 瑞安·沙納漢 – 錄製工程、附加混音工程、錄音室人員
- 布萊恩·克魯茲 – 錄製工程協助、錄音室人員
- 戴夫·庫奇 – 母帶工程、錄音室人員

## 銷售榜單
| 榜單（2019年）                            | 最高 位置 |
| ----------------------------------------- | --------- |
| 阿根廷（阿根廷百強單曲榜）                | 76        |
| 澳大利亚（澳大利亚唱片业协会單曲榜）      | 7         |
| 奥地利（Ö3四十强单曲榜）                  | 29        |
| 比利时佛兰德（Ultratop五十强单曲榜）      | 22        |
| 比利时瓦隆（Ultratop五十强单曲榜）        | 16        |
| 加拿大（Canadian Hot 100）                | 7         |
| 加拿大（《告示牌》Canada AC）             | 3         |
| 加拿大（《告示牌》Canada CHR）            | 8         |
| 中國（《告示牌》电台外语音乐榜）          | 3         |
| 獨立國協（Tophit）                        | 137       |
| 克羅地亞（克羅地亞廣播電視台）            | 5         |
| 捷克（電台百強單曲榜）                    | 12        |
| 捷克（百強數位單曲榜）                    | 22        |
| 丹麥（Hitlisten单曲榜）                   | 36        |
| 愛沙尼亞（Eesti Tipp-40）                 | 18        |
| 歐洲（《告示牌》Euro Digital Song Sales） | 5         |
| 芬蘭（芬兰官方榜单）                      | 35        |
| 法国（法國唱片出版業公會單曲榜）          | 102       |
| 德國（德國官方單曲排行榜）                | 47        |
| 希臘（IFPI希臘國際單曲榜）                | 8         |
| 香港（KKBOX歐美單曲週榜）                 | 34        |
| 匈牙利（四十强电台榜）                    | 9         |
| 匈牙利（四十強單曲榜）                    | 8         |
| 匈牙利（四十強串流榜）                    | 16        |
| 愛爾蘭（愛爾蘭唱片音樂協會单曲榜）        | 11        |
| 意大利（意大利音乐产业联盟单曲榜）        | 32        |
| 日本（Japan Hot 100）                     | 32        |
| 拉脫維亞（LAIPA）                         | 11        |
| 立陶宛（AGATA）                           | 11        |
| 黎巴嫩（黎巴嫩官方二十强榜）              | 7         |
| 馬來西亞（馬來西亞唱片業協會）            | 8         |
| 馬來西亞（KKBOX國際單曲週榜）             | 48        |
| 墨西哥（《告示牌》墨西哥電台榜）          | 4         |
| 荷兰（荷蘭四十強單曲榜）                  | 17        |
| 荷兰（百强单曲榜）                        | 32        |
| 新西兰（新西兰唱片音乐协会单曲榜）        | 14        |
| 挪威（世道單曲榜）                        | 24        |
| 巴拿馬（拉美監控）                        | 15        |
| 波蘭（波蘭百大電台榜）                    | 19        |
| 葡萄牙（葡萄牙唱片業協會单曲榜）          | 47        |
| 羅馬尼亞（電台百強榜）                    | 93        |
| 蘇格蘭（官方榜單公司）                    | 4         |
| 新加坡（新加坡唱片業協會）                | 12        |
| 新加坡（KKBOX國際單曲週榜）               | 30        |
| 斯洛伐克（電台百強單曲榜）                | 17        |
| 斯洛伐克（百強數位單曲榜）                | 13        |
| 斯洛文尼亞（斯洛文尼亞五十強單曲榜）      | 22        |
| 西班牙（西班牙音樂製作協會）              | 67        |
| 瑞典（瑞典最熱榜）                        | 44        |
| 瑞士（瑞士热门音乐榜）                    | 21        |
| 台灣（KKBOX西洋單曲週榜）                 | 6         |
| 英國（官方榜單公司單曲榜）                | 12        |
| 美国（《告示牌》百大單曲榜）              | 15        |
| 美國（《告示牌》成人當代單曲榜）          | 18        |
| 美國（《告示牌》Adult Pop Airplay）       | 10        |
| 美國（《告示牌》Dance/Mix Show Airplay）  | 15        |
| 美國（《告示牌》Dance Club Songs）        | 1         |
| 美國（《告示牌》Pop Airplay）             | 11        |
| 美國（《滾石》百強單曲榜）                | 25        |

| 榜单（2019年）                       | 排位 |
| ------------------------------------ | ---- |
| 阿根廷（拉美監控）                   | 47   |
| 澳大利亚（澳大利亚唱片业协会单曲榜） | 78   |
| 比利时（Ultratop佛兰德）             | 66   |
| 比利时（Ultratop瓦隆）               | 99   |
| 加拿大（Canadian Hot 100）           | 64   |
| 匈牙利（四十强电台榜）               | 99   |
| 巴拿马（拉美監控）                   | 98   |
| 美国（《公告牌》Adult Top 40）       | 29   |
| 美国（《公告牌》Dance Club Songs）   | 35   |
| 美国（《公告牌》Mainstream Top 40）  | 46   |

## 销量与认证
| 地區                               | 认证    | 认证单位/销量 |
| ---------------------------------- | ------- | ------------- |
| 澳大利亚（澳大利亚唱片业协会）     | 4× 白金 | 280,000‡      |
| 奥地利（國際唱片業協會奧地利分會） | 金      | 15,000‡       |
| 巴西（巴西唱片業協會）             | 钻石    | 160,000‡      |
| 加拿大（加拿大音乐协会）           | 金      | 40,000‡       |
| 丹麦（國際唱片業協會丹麥分會）     | 金      | 45,000‡       |
| 意大利（意大利音乐产业联盟）       | 金      | 25,000‡       |
| 墨西哥（墨西哥音像製品協會）       | 金      | 30,000‡       |
| 挪威（國際唱片業協會挪威分会）     | 白金    | 60,000‡       |
| 波兰（波蘭音像製造商協會）         | 白金    | 20,000‡       |
| 葡萄牙（葡萄牙唱片業協會）         | 白金    | 10,000‡       |
| 西班牙（西班牙音樂製作協會）       | 金      | 30,000‡       |
| 英国（英国唱片业协会）             | 白金    | 600,000‡      |
| 美国（美國唱片業協會）             | 白金    | 1,000,000‡    |
| ‡僅含認證的+實際銷量               |         |               |

## 發行歷史
| 地區       | 日期           | 形式              | 版本   | 廠牌 | 來源                 |
| ---------- | -------------- | ----------------- | ------ | ---- | -------------------- |
| 多國       | 2019年5月31日  | 線上下載 串流媒體 | 原版   | 國會 | [ 10 ]               |
| 澳洲       | 2019年5月31日  | 當代流行電台      | 原版   | 國會 | [ 148 ]              |
| 意大利     | 2019年5月31日  | 當代流行電台      | 原版   | 環球 | [ 149 ]              |
| 英國       | 2019年5月31日  | 當代流行電台      | 原版   | 環球 | [ 150 ]              |
| 美國       | 2019年6月3日   | 成人当代音乐      | 原版   | 國會 | [ 151 ]              |
| 美國       | 2019年6月4日   | 當代熱門音樂電台  | 原版   | 國會 | [ 152 ]              |
| 英國       | 2019年6月8日   | 成人当代音乐      | 原版   | 環球 | [ 153 ]              |
| 多國       | 2019年7月26日  | 線上下載 串流媒體 | 重混版 | 國會 | [ 63 ] [ 64 ] [ 65 ] |
| 美國／歐洲 | 2019年11月29日 | 12英吋彩膠唱片    | 原版   | 國會 | [ 66 ]               |

## 資料來源
1. ↑  . POPline. 2018-09-17  [2020-04-30]. （原始内容存档于2018-09-22）.
2. ↑  And that my friends is the cherry on top of a wonderful era. I see you and I love you. KART PERRY於Instagram.
2018-09-18 [2020-04-30]
3. ↑  . Amazon.com.   [2018-11-15]. （原始内容存档于2018-11-15）.
4. ↑  . iTunes Store. 2019-02-14  [2019-02-18]. （原始内容存档于2019-02-15）.
5. ↑  . Apple Music. 2019-04-19  [2019-04-19].
6. ↑  . Universal Music Group.   [2019-05-28]. （原始内容存档于2019-09-02）.
7. ↑  .   [2019-05-28]. （原始内容存档于2020-06-22） –Instagram.
8. ↑  Kaufman, Gil. . Billboard. 2019-05-28  [2019-05-28]. （原始内容存档于2019-05-28）.
9. ↑  . Universal Music Group.   [2019-05-28]. （原始内容存档于2019-09-02）.
10. 1 2 3  . iTunes Store.   [2019-06-01]. （原始内容存档于2020-07-22）.
11. ↑  ,   [2020-01-29], （原始内容存档于2020-03-04）
12. 1 2 3  Bailet, Alyssa. . Elle. 2019-05-31  [2020-04-30]. （原始内容存档于2019-09-21）.
13. ↑  McIntyre, Hugh. . Forbes. 2019-05-31  [2019-05-31]. （原始内容存档于2019-05-31）.
14. ↑  Arcand, Rob. . Spin. 2019-05-31  [2019-05-31]. （原始内容存档于2019-05-31）.
15. 1 2 3  Perry, Katy. . Tidal. 2019-05-31  [2019-06-01]. （原始内容存档于2019-06-01）.
16. ↑  Rowley, Glenn. . Billboard. 2019-06-07  [2019-06-08]. （原始内容存档于2019-06-09）.
17. ↑  . tunebat.com.   [2019-06-01]. （原始内容存档于2019-06-01）.
18. ↑  . Musicnotes.com.   [2020-04-30]. （原始内容存档于2021-05-18）.
19. 1 2  Mendez, Michele. . Elite Daily. 2019-06-01  [2020-04-30]. （原始内容存档于2019-06-13）.
20. ↑  Welch, Teddi. . Elite Daily. 2019-05-31  [2020-04-30]. （原始内容存档于2021-06-19）.
21. ↑  Gallagher, Caitlin. . Bustle. 2019-05-31  [2020-04-30]. （原始内容存档于2019-06-10）.
22. ↑  Mapes, Jillian. . Pitchfork. 2019-05-31  [2020-04-27]. （原始内容存档于2020-05-16）.
23. ↑  Willman, Chris. . Variety. 2019-05-31  [2020-04-27]. （原始内容存档于2019-11-02）.
24. ↑  Ihant, Gwen. . The A.V. Club. 2019-05-31  [2019-06-01]. （原始内容存档于2019-05-31）.
25. ↑  O'Connor, Roisin. . The Independent. 2019-06-07  [2020-04-27]. （原始内容存档于2020-04-13）.
26. ↑  Kaplan, Ilana. . Rolling Stone. 2019-06-13  [2020-04-27]. （原始内容存档于2020-06-08）.
27. ↑  Murray, Robin. . Clash. 2019-05-31  [2019-05-31]. （原始内容存档于2019-05-31）.
28. ↑  Wood, Mikael. . Los Angeles Times. 2019-05-31  [2019-06-01]. （原始内容存档于2019-06-01）.
29. ↑  Pareles, Jon; Caramanica, Jon; Russonello, Giovanni; Ganz, Caryn. . The New York Times.   [2020-04-27]. （原始内容存档于2019-09-15）.
30. ↑  . Noise11. 2020-04-07  [2020-04-11]. （原始内容存档于2020-04-07）.
31. ↑  . APRA. 2020-04-07  [2020-04-11]. （原始内容存档于2020-04-09）.
32. ↑  Trust, Gary. . Billboard. 2019-06-10  [2019-06-11]. （原始内容存档于2020-02-27）.
33. ↑  @billboardcharts.  (推文). 2019-06-10  [2019-06-10] –Twitter.
34. ↑  Murray, Gordon. . Billboard. 2019-09-19  [2020-05-02]. （原始内容存档于2020-01-28）.
35. 1 2  . Recording Industry Association of America.   [2020-01-22] （英语）.
36. ↑  . Official Charts Company.   [2019-08-25]. （原始内容存档于2019-10-19）.
37. ↑  . Official Charts Company.   [2019-06-09]. （原始内容存档于2018-11-16）.
38. ↑  . www.offiziellecharts.de.   [2019-06-09]. （原始内容存档于2019-06-07）.
39. ↑  . THE OFFICIAL NZ MUSIC CHART.   [2019-06-09]. （原始内容存档于2019-02-08）.
40. ↑  . ARIA Charts.   [2020-05-01]. （原始内容存档于2020-03-14）.
41. ↑  Roth, Madeline. . MTV. 2019-07-16  [2019-08-25]. （原始内容存档于2019-07-21）.
42. ↑  Spruch, Kirsten. . Billboard. 2019-08-21  [2019-08-25]. （原始内容存档于2019-08-24）.
43. ↑  Britto, David. . Rolling Stone. 2019-11-18  [2020-05-02]. （原始内容存档于2019-11-19）.
44. ↑  Liou, Connie. . Showbiz Cheat Sheet. 2019-12-08  [2020-05-02]. （原始内容存档于2020-06-13）.
45. ↑  Holtham, Alice. . What's On. 2019-12-17  [2020-05-02]. （原始内容存档于2020-04-08）.
46. ↑  . 2019-12-25  [2020-05-02]. （原始内容存档于2020-05-08）.
47. ↑  Chin, Stephanie. . 2020-03-12  [2020-05-02]. （原始内容存档于2021-06-22）.
48. 1 2 3 4  Roth, Madeline. . MTV. 2019-06-13  [2020-05-02]. （原始内容存档于2019-12-23）.
49. ↑  Rothman, Michael; Tuccillo, Andrea. . Good Morning America. 2019-05-30  [2019-05-31]. （原始内容存档于2019-05-31）.
50. ↑  Perry, Katy. . YouTube. 2019-05-30  [2020-05-02]. （原始内容存档于2020-06-09）.
51. ↑  Let it go... #NeverReallyOver 5.31.19. KATY PERRY於Twitter. 2019-05-30 [2020-05-02]
52. ↑  . The Jakarta Post. 2019-06-02  [2020-05-02]. （原始内容存档于2021-05-18）.
53. ↑  . MusicStartsHere. 2019-06-18  [2020-05-02].[永久]
54. ↑  Juneau, Jen. . People. 2019-05-31  [2020-05-02]. （原始内容存档于2020-04-02）.
55. ↑  Contreras, Cyndney. . E! News. 2019-05-31  [2020-05-02]. （原始内容存档于2020-06-15）.
56. 1 2  Cinquemani, Sal. . Slant Magazine. 2019-05-30  [2019-05-31]. （原始内容存档于2019-05-31）.
57. ↑  Grant, Sarah. . Rolling Stone. 2019-05-31  [2019-05-31]. （原始内容存档于2019-05-31）.
58. ↑  Byrne, Suzy. . Yahoo!. 2019-05-31  [2019-05-31]. （原始内容存档于2019-05-31）.
59. ↑  Tuskan, Peter. . The Music Network. 2019-06-04  [2019-08-25]. （原始内容存档于2019-08-24）.
60. ↑  Perry, Katy. . YouTube. 2019-05-31  [2020-05-02]. （原始内容存档于2020-05-02）.
61. 1 2 3  Okano, Marisa. . Dailymail. 2019-06-14  [2020-05-02]. （原始内容存档于2019-12-31）.
62. 1 2  Spruch, Spruch. . Billboard. 2019-07-19  [2020-05-02]. （原始内容存档于2020-01-18）.
63. 1 2  . iTunes Store.   [2019-08-07]. （原始内容存档于2019-08-07）.
64. 1 2  . iTunes Store.   [2019-08-07]. （原始内容存档于2019-08-07）.
65. 1 2  . iTunes Store.   [2019-08-07]. （原始内容存档于2019-08-07）.
66. 1 2  . recordstoreday.com.   [2019-10-14]. （原始内容存档于2019-10-14）.
67. ↑  . Billboard.   [2019-11-06]. （原始内容存档于2019-08-19）.
68. ↑  "Australian-charts.com – Katy Perry – Never Really Over". ARIA Top 50 Singles.  [2019-06-08].  （英語）.
69. ↑  "Austriancharts.at – Katy Perry – Never Really Over". Ö3 Austria Top 40.  [2019-06-13]. （德語）.
70. ↑  "Ultratop.be – Katy Perry – Never Really Over". Ultratop 50.   [2019-07-05]. （荷蘭語）.
71. ↑  "Ultratop.be – Katy Perry – Never Really Over". Ultratop 50.   [2019-08-16]. （法語）.
72. ↑  "Katy Perry Chart History (Canadian Hot 100)". Billboard.  [2019-06-11].（英語）.
73. ↑  "Katy Perry Chart History (Canada AC)". Billboard.  2019-07-13.（英語）.
74. ↑  "Katy Perry Chart History (Canada CHR/Top 40)". Billboard.  [2019-07-13].（英語）.
75. ↑  . Billboard China.   [2019-07-15]. （原始内容存档于2019-07-25）.
76. ↑  . HRT.   [2019-08-05]. （原始内容存档于2019-06-24）.
77. ↑  . HRT.   [2019-07-23]. （原始内容存档于2019-07-23）.
78. ↑  "ČNS IFPI". Hitparáda – Radio Top 100 Oficiální. ČNS IFPI. 注：输入201936检索.  [2019-09-09].（捷克語）.
79. ↑  "ČNS IFPI". Hitparáda – Digital Top 100 Oficiální. ČNS IFPI. 注：输入201924检索.  [2019-06-18].（捷克語）.
80. ↑  "Danishcharts.com – Katy Perry – Never Really Over". Hitlisten.  [2019-07-03].（丹麥語）.
81. ↑  . Eesti Ekspress.   [2019-07-09]. （原始内容存档于2019-08-13）.
82. ↑  "Katy Perry Chart History (Euro Digital Song Sales)". Billboard.  [2020-04-27].（英語）.
83. ↑  . Ifpi.fi.   [2019-07-10].
84. ↑  "Lescharts.com – Katy Perry – Never Really Over". Les classement single.  [2019-10-15].（法語）.
85. ↑  . GfK Entertainment Charts.   [2020-05-03]. （原始内容存档于2020-05-03） （德语）.
86. ↑  . IFPI Charts.   [2020-05-03]. （原始内容存档于2019-06-24）.
87. ↑  . KKBOX.   [2020-10-08]. （原始内容存档于2020-10-08） （中文）.
88. ↑  "Archívum – Slágerlisták – MAHASZ". Rádiós Top 40 játszási lista. Magyar Hanglemezkiadók Szövetsége.  [2019-12-26].  （匈牙利語）.
89. ↑  "Archívum – Slágerlisták – MAHASZ". Single Top 40 slágerlista. Magyar Hanglemezkiadók Szövetsége.  [2019-06-21].  （匈牙利語）.
90. ↑  "Archívum – Slágerlisták – MAHASZ". Stream Top 40 slágerlista. Magyar Hanglemezkiadók Szövetsége.  [2019-06-13].  （匈牙利語）.
91. ↑  "Irish-charts.com – Discography Katy Perry". Irish Singles Chart.  2019-06-29.（英語）.
92. ↑  "Italiancharts.com – Katy Perry – Never Really Over". Top Digital Download.  [2019-06-08].（英語）.
93. ↑  "Katy Perry Chart History (Japan Hot 100)". Billboard.  [2019-06-13].（英語）.
94. ↑  . LAIPA.   [2019-11-28]. （原始内容存档于2019-10-10）.
95. ↑  . AGATA. 2019-07-01  [2019-12-03]. （原始内容存档于2019-12-03）.
96. ↑  . The Official Lebanese Top 20.   [2019-06-30]. （原始内容存档于2019-07-10）.
97. ↑   (PDF). Recording Industry Association of Malaysia. Recording Industry Association of Malaysia.   [2019-07-12]. （原始内容 (PDF)存档于2020-10-01）.
98. ↑  . KKBOX.   [2020-10-08]. （原始内容存档于2020-10-08） （英语）.
99. ↑  . Billboard.   [2019-08-20]. （原始内容存档于2019-08-19）.
100. ↑   "Nederlandse Top 40 – week 27, 2019". Dutch Top 40  [2019-07-06]..
101. ↑  "Dutchcharts.nl – Katy Perry – Never Really Over". Single Top 100.  [2019-06-28].（荷蘭語）.
102. ↑  "Charts.nz – Katy Perry – Never Really Over". Top 40 Singles.  [2019-06-14].（英語）.
103. ↑  "Norwegiancharts.com – Katy Perry – Never Really Over". VG-lista.  [2019-06-08].（挪威語）.
104. ↑  . Monitor Latino.   [2019-07-09]. （原始内容存档于2019-07-09）.
105. ↑  "Listy bestsellerów, wyróżnienia :: Związek Producentów Audio-Video". Polish Airplay Top 100.  [2019-07-29].（英語）.
106. ↑  "Portuguesecharts.com – Katy Perry – Never Really Over". AFP Top 100 Singles.  [2019-06-18].（英語）.
107. ↑  . Kiss FM（英语：Kiss FM (Romania)）. 2019-07-28  [2019-08-04]. （原始内容存档于2019-07-09）.
108. ↑  . Scottish Singles Top 40（英语：Scottish Singles and Albums Charts）. 2019-06-07  [2020-05-03]. （原始内容存档于2020-07-06）.
109. ↑  . Recording Industry Association (Singapore). （原始内容存档于2019-07-13）.
110. ↑  . KKBOX.   [2020-10-08]. （原始内容存档于2020-10-08） （英语）.
111. ↑  "ČNS IFPI". Hitparáda – Radio Top 100 Oficiálna. ČNS IFPI. 注：输入201934检索.  [2019-08-27].（捷克語）.
112. ↑  "ČNS IFPI". Hitparáda – Singles Digital Top 100 Oficiálna. ČNS IFPI. 注：选择“SK - SINGLES DIGITAL - TOP 100”，输入201923检索.  [2019-06-11].（捷克語）.
113. ↑  . slotop50.si.   [2019-06-17]. （原始内容存档于2020-07-22）.
114. ↑  "Spanishcharts.com – Katy Perry – Never Really Over" Canciones Top 50.  [2019-06-12].（英語）.
115. ↑  "Swedishcharts.com – Katy Perry – Never Really Over". Singles Top 100.  [2019-06-07].（英語）.
116. ↑  "Swisscharts.com – Katy Perry – Never Really Over". Swiss Singles Chart.  [2019-06-10].（英語）.
117. ↑  . KKBOX.   [2020-10-08]. （原始内容存档于2020-10-08） （中文）.
118. ↑  . UK Singles Chart. 2019-06-21  [2020-05-03]. （原始内容存档于2019-08-23）.
119. ↑  "Katy Perry Chart History (Hot 100)". Billboard.  [2019-06-11].（英語）.
120. ↑   "Katy Perry Chart History (Adult Contemporary)". Billboard.  [2019-07-16].（英語）.
121. ↑  "Katy Perry Chart History (Adult Pop Songs)". Billboard.   [2019-07-16].（英語）.
122. ↑  "Katy Perry Chart History (Dance Mix/Show Airplay)". Billboard.  [2019-07-31].（英語）.
123. ↑  "Katy Perry Chart History (Dance Club Songs)". Billboard.  [2019-09-13].（英語）.
124. ↑  "Katy Perry Chart History (Pop Songs)". Billboard.  [2019-07-02].（英語）.
125. ↑  . Rolling Stone. 2019-07-02  [2019-07-03]. （原始内容存档于2019-07-02）.
126. ↑  . Monitor Latino.   [2022-05-06]. （原始内容存档于2022-05-06） （西班牙语）.
127. ↑  . Australian Recording Industry Association.   [2020-01-10]. （原始内容存档于2020-03-14）.
128. ↑  . Ultratop.   [2019-12-20]. （原始内容存档于2020-04-08）.
129. ↑  . Ultratop.   [2019-12-20]. （原始内容存档于2020-03-22）.
130. ↑  . Billboard.   [2019-12-06]. （原始内容存档于2020-03-22）.
131. ↑  . Mahasz.   [2020-03-12]. （原始内容存档于2020-02-04）.
132. ↑  . Monitor Latino.   [2020-06-22]. （原始内容存档于2019-12-19） （西班牙语）.
133. ↑  . Billboard.   [2019-12-06]. （原始内容存档于2019-12-05）.
134. ↑  . Billboard.   [2019-12-07]. （原始内容存档于2019-12-05）.
135. ↑  . Billboard.   [2019-12-06]. （原始内容存档于2019-12-05）.
136. ↑   (PDF). Australian Recording Industry Association.   [2021-10-13] （英语）.
137. ↑  . IFPI Austria.   [2024-08-09] （德语）.
138. ↑  . Pro-Música Brasil.   [2024-03-19] （葡萄牙语）.
139. ↑  . Music Canada.   [2019-07-04] （英语）.
140. ↑  . IFPI Danmark.   [2022-01-12] （丹麦语）.
141. ↑  . Federazione Industria Musicale Italiana.   [2019-08-26] （意大利语）.
142. ↑  . Asociación Mexicana de Productores de Fonogramas y Videogramas.   [2021-10-05]. （原始内容存档于2021-04-29）.
143. ↑  . IFPI Norway.   [2020-10-29] （挪威语）.
144. ↑  . Polish Society of the Phonographic Industry.   [2020-12-17] （波兰语）.
145. ↑   (PDF). Associação Fonográfica Portuguesa.   [2022-05-23] （葡萄牙语）.
146. ↑  . Productores de Música de España.   [2024-01-12] （西班牙语）. Select Canciones在“Categoría”下的“Año”选择“2024”。在“Semana”下选择“1”。点击“BUSCAR LISTA”。
147. ↑  . British Phonographic Industry （英语）.
148. ↑  . The Music Network.   [2020-05-02]. （原始内容存档于2019-06-18）.
149. ↑  . radiodate.it. 2019-05-31  [2020-05-02]. （原始内容存档于2021-05-18）.
150. ↑  .   [2020-04-05]. （原始内容存档于2019-05-31）.
151. ↑  .   [2020-04-05]. （原始内容存档于2019-05-30）.
152. ↑  . All Access Media Group.   [2019-05-29]. （原始内容存档于2019-05-29）.
153. ↑  .   [2020-04-05]. （原始内容存档于2019-06-06）.